# Enzo De Toma
Enzo De Toma, all'anagrafe Vincenzo De Toma (Trani, 23 gennaio 1932 – Milano, 24 luglio 2001), è stato un attore italiano.

## Biografia
Ha partecipato come comparsa e caratterista ad alcuni film di Adriano Celentano e Renato Pozzetto, tra cui: Il bisbetico domato; Innamorato pazzo; Il ragazzo di campagna; Lui è peggio di me; Grandi magazzini e È arrivato mio fratello. L'ultima apparizione risale a Ci hai rotto papà del 1993.
De Toma è diventato popolare per essere apparso nella pubblicità dei Pennelli Cinghiale, trasmessa regolarmente in televisione fino agli anni 2000 nonostante sia stata girata nel 1982.

## Filmografia
- La rimpatriata, regia di Damiano Damiani (1963)
- La morte accarezza a mezzanotte, regia di Luciano Ercoli (1972) – non accreditato
- Di che segno sei?, regia di Sergio Corbucci (1975)
- Una sera c'incontrammo, regia di Piero Schivazappa (1975)
- Il richiamo del lupo, regia di Gianfranco Baldanello (1975)
- La banca di Monate, regia di Francesco Massaro (1976)
- Lettomania, regia di Vincenzo Rigo (1976)
- Passi furtivi in una notte boia, regia di Vincenzo Rigo (1976)
- Che dottoressa ragazzi!, regia di Gianfranco Baldanello (1976)
- Moglie nuda e siciliana, regia di Andrea Bianchi (1977)
- Per vivere meglio, divertitevi con noi, regia di Flavio Mogherini, episodio Non si può spiegare, bisogna vederlo (1978)
- Belli e brutti ridono tutti, regia di Domenico Paolella (1979)
- Sabato, domenica e venerdì, regia di Sergio Martino, episodio Sabato (1979)
- Supersexymarket, regia di Mario Landi (1979)
- Il viziaccio, regia di Mario Landi (1980)
- Il terno a letto, regia di Guido Zurli (1980)
- Il bisbetico domato, regia di Castellano e Pipolo (1980)
- Innamorato pazzo, regia di Castellano e Pipolo (1981)
- Segni particolari: bellissimo, regia di Castellano e Pipolo (1983)
- Il ragazzo di campagna, regia di Castellano e Pipolo (1984)
- Lui è peggio di me, regia di Enrico Oldoini (1985)
- È arrivato mio fratello, regia di Castellano e Pipolo (1985)
- La Galette du roi, regia di Jean-Michel Ribes (1985)
- Yuppies - I giovani di successo, regia di Carlo Vanzina (1986)
- Il burbero, regia di Castellano e Pipolo (1986)
- Grandi magazzini, regia di Castellano e Pipolo (1986)
- Yuppies 2, regia di Enrico Oldoini (1986)
- Il volatore di aquiloni, regia di Renato Pozzetto (1987)
- Mia moglie è una bestia, regia di Castellano e Pipolo (1988)
- Ricky & Barabba, regia di Christian De Sica (1992)
- Saint Tropez - Saint Tropez, regia di Castellano e Pipolo (1992)
- Ci hai rotto papà, regia di Castellano e Pipolo (1993)